# مقاطعة لوس ألاموس (نيومكسيكو)
مقاطعة لوس ألاموس (بالإنجليزية: Los Alamos County)‏ هي إحدى مقاطعات ولاية نيومكسيكو في الولايات المتحدة الأمريكية.